# 阆中城墙
阆中城墙，位于中国四川省阆中市。1950年代，阆中城墙大部分损毁。

## 历史
宋代之前，阆中城墙皆为土城墙。1950年代，城墙大部分被毁坏。2010年5月，阆中古城墙恢复工程开工建设，范围为火巷子至南街一段，包括南城门及城楼，长约150米。